# Vojenská záložní nemocnice v Holicích
Vojenská záložní nemocnice v Holicích v okrese Pardubice je bývalá nemocnice, která stojí v severozápadní části města.

## Historie
Budova takzvané „válečné nemocnice“  určené pro krizové stavy byla zkolaudovaná v průběhu února 1964. Později se využívala jako sklad léčiv a zdravotnického materiálu, poté zde působily různé soukromé firmy. Po rekonstrukci soukromým vlastníkem v letech 2013–2015 slouží seniorům vyžadujícím odbornou zdravotní péči. 

### Budova
Pozemek areálu má velikost 2.800 m², zastavená plocha je přibližně 1.400 m². Objekt má čtyři podlaží nadzemní a jedno podzemní; podzemní podlaží je částečně zapuštěno a jeho prostory jsou osazeny okny, mají denní světlo a přirozené větrání. Celková plocha objektu je přibližně 7000 m².
Podobně zaměřené nemocnice byly v Hředlích, Jílovém u Prahy, Kaznějově, Mlékovicích, Ujkovicích a Zábřehu.